# Kalitta Air
Kalitta Air LLC è una compagnia aerea cargo statunitense con sede a Ypsilanti, Michigan. La società effettua servizi di linea e charter, nazionali e internazionali. La base principale è nell'aeroporto Willow Run nei pressi di Ypsilanti, nel Michigan. L'indicativo di chiamata, "Connie", è un esplicito riferimento al fondatore Connie Kalitta, manager di spicco nel settore. È scaturita nell'anno 2000 da Kitty Hawk International ed ha iniziato le operazioni di volo nel mese di novembre. Ma la storia di questa "famiglia" aeromerci è ben più lunga e articolata.

## Storia

### Inizi modesti
Nel 1967, Conrad "Connie" Kalitta iniziò il trasporto di parti di automobili utilizzando un Cessna 310 bimotore da lui stesso pilotato e semplicemente marchiato "Kalitta". Nel novembre 1972, dopo aver registrato legalmente Connie Kalitta Services Inc., ottenne i primi certificati in ossequio ai regolamenti dell'epoca. Nella primavera 1978, la società disponeva di due Beechcraft C-45 e due Learjet 23.
Nel settembre 1981 fu attivata, con il nome American International Airways, una branca dedicata ai passeggeri che, da dicembre, iniziò ad operare dall'aeroporto di Filadelfia per Atlantic City, Boston, Chicago (aeroporto Midway), Cleveland, Detroit, Fort Lauderdale, Miami, Norfolk, Orlando, Pittsburgh, Tampa e West Palm Beach utilizzando Douglas DC-9-30 e McDonnell Douglas MD-80 esclusivamente noleggiati da terzi. Cessò le attività nel settembre 1984, ma il nome sarebbe subito dopo divenuto sinonimo di qualcosa di diverso.
All'inizio del 1984, entrarono in flotta un Douglas DC-6 e un Douglas DC-8 in leasing, primi aerei commerciali in servizio. Allo stesso tempo, altri 17 erano operati su contratto, inclusi sei Learjet per voli privati e aeroambulanza. A fine anno le attività complessive di Connie Kalitta Services erano quindi diventate quelle di una vera e propria compagnia aerea che si permise di assorbire la Jet Way Inc., che operava con Douglas DC 6 e DC 8, tutti rigorosamente in versione cargo.

### American International Airways, vera compagnia aerea
In quell'anno la società iniziò ad usare la denominazione commerciale American International Airways utilizzando Boeing 747, Lockheed L-1011, Douglas DC-8 tutti in versione cargo; bimotori Beech e Gates Learjet effettuavano invece piccoli charter passeggeri e servizi di aeroambulanza. Il nome American International Airways era stato utilizzato in precedenza da ben tre aerolinee charter passeggeri: una di base a New York nella seconda metà degli ani '40, una seconda di base a Burbank (California) alla fine degli anni '50, la terza non meglio identificata nel 1975. Nella seconda metà degli anni '80, il nome Kalitta continuò comunque ad essere presente su molti velivoli della flotta. Alla fine del decennio, la società schierava una flotta di 40 aerei, tra cui un Boeing 727-100 e 13 Douglas DC-8.
Nel 1990 e nel 1991 AIA effettuò 600 missioni a sostegno delle operazioni Desert Shield e Desert Storm. Nel 1993 rilevò ciò che rimaneva ancora di un altro vettore merci e lo compattò, fino al 1997, sotto il nome American International Freight. Dal maggio 1993 a tutto il 1997 fu attiva anche la sussidiaria American International Cargo, dotata di Boeing 727F e Boeing 747F. Nei primi mesi del 1995 prese il controllo della deficitaria MGM Grand Air giusto per accorgersi che non meritava un investimento. Tutte queste varie attività erano state poste sotto l'egida del Kalitta Group, strumento finanziario e investitivo di Conrad. Nel novembre 1997 Connie Kalitta Services/AIA fu acquistata dalla finanziaria Kitty Hawk Inc., già presente nel trasporto merci tramite sussidiarie e affiliate.

### Il gruppo Kitty Hawk
Nel novembre 1997 AIA fu posta anche sotto il controllo gestionale di Kitty Hawk Inc. e il non più giovane Conrad Kalitta si dimise per avviare in proprio Kalitta Leasing, nuova impresa per l'acquisto, la vendita e il leasing di aerei di grandi dimensioni.
Per districarsi tra le varie attività in essere nel febbraio 1999 Kitty Hawk Inc. creava quattro divisioni che corrispondevano, di fatto, ad altrettante società legalmente registrate:
- Kitty Hawk International (precedentemente Connie Kalitta Services/AIA) per l'esercizio di velivoli a grande capacità interna
- Kitty Hawk Air Cargo (sussidiaria del Kalitta Group dal novembre 1997) dotata di velivoli di medie dimensioni
- Kitty Hawk Cargo per i voli di linea notturni (avrebbe cessato di volare nel gennaio 2008)
- Kitty Hawk Charters (ex Kalitta Flying Service) per il noleggio di piccoli velivoli e la logistica a terra per tutto il gruppo

### Connie Kalitta di nuovo in pista
Nell'aprile 2000, Kitty Hawk International cessò le operazioni a seguito di discutibili scelte del management. L'anziano Conrad decise di salvare ciò che fosse possibile e la sua nuova creatura, Kalitta Air, iniziò a volare in novembre, utilizzando il certificato operativo (COA) e le risorse tecniche della precedente. Non contento l'imprenditore fondava successivamente Kalitta Charters II LLC, tutta dotata di aerei in versione merci. Dal punto di vista operativo viene mantenuta una stretta collaborazione e integrazione tra le due aziende, merito anche dell'utilizzo della stessa base di armamento principale, l'aeroporto Willow Run di Ypsilanti (Michigan)..
Kalitta Maintenance gestisce una struttura di manutenzione, riparazione e revisione presso l'aeroporto di Oscoda-Wurtsmith nella contea di Iosco, Michigan.

## Flotta

### Flotta attuale
A maggio 2023 la flotta di Kalitta Air è così composta:

### Flotta storica
Kalitta Air operava in precedenza con i seguenti aeromobili:
- Boeing 727-100F
- Boeing 727-200F
- Boeing 747-100
- Boeing 747-100(SF)
- Boeing 747-200B
- Boeing 747-200F
- Boeing 747-200(SF)
- Boeing 747-200(SCD)
- Boeing 747-300
- Douglas DC-8-50F
- Douglas DC-8-61F
- Douglas DC-8-62F
- Douglas DC-8-63F
- Douglas DC-9-10F
- Lockheed L-1011-200 TriStar
- Lockheed L-1011-200F TriStar

## Incidenti

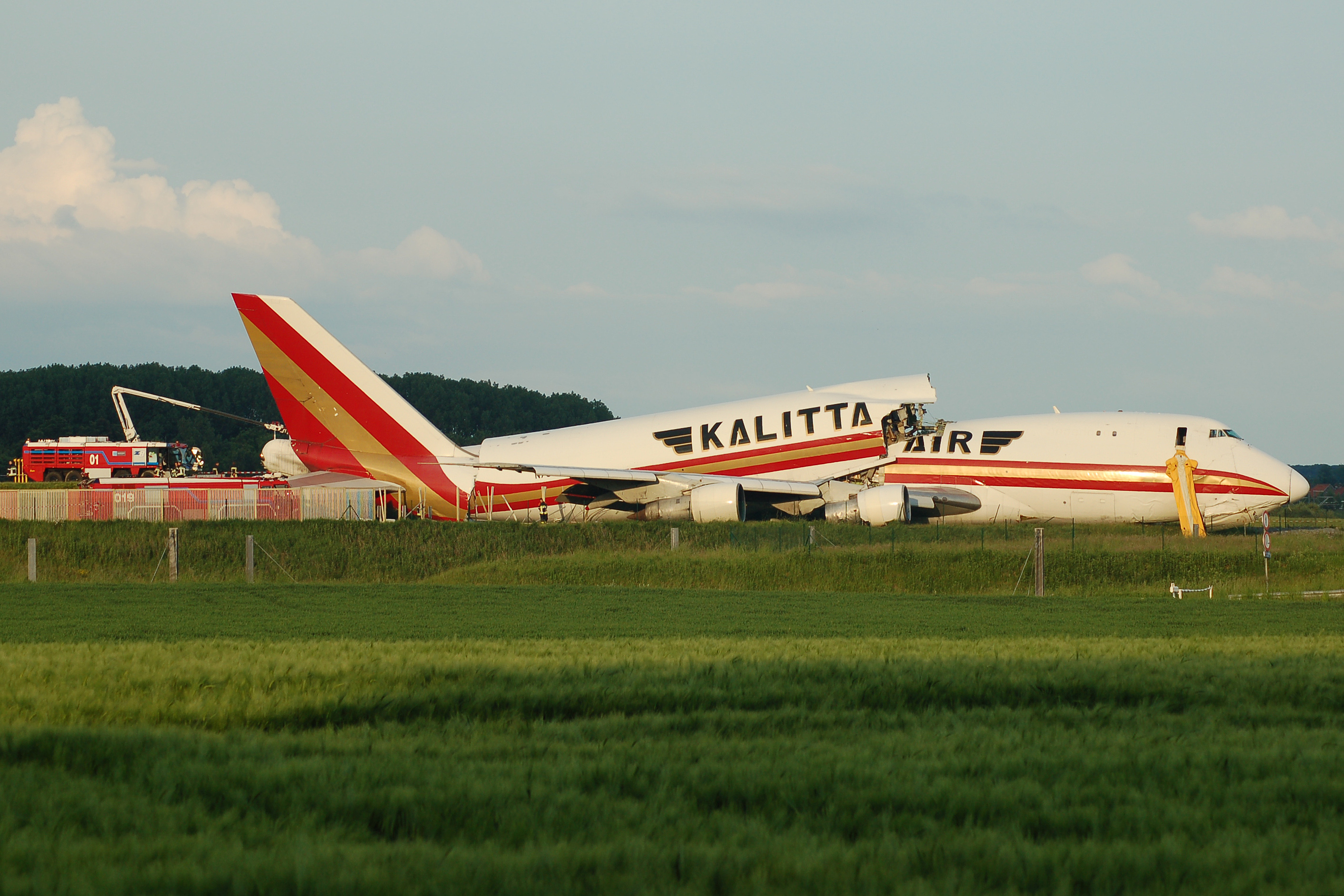
Il Boeing 747-200F N704CK protagonista dell'incidente del 2008 a Bruxelles.

- Il 18 agosto 1993, il volo American International Airways 808, un Douglas DC-8-61F, si schiantò presso l'aeroporto statunitense di Guantanamo Bay, poco prima della pista di atterraggio, a causa di un errore del pilota. Durante l'avvicinamento all'aeroporto di Guantanamo Bay, l'aereo si inclinò pericolosamente durante una virata per evitare il territorio cubano; una volta finita la manovra, il DC-8 continuò ad inclinarsi fino ad arrivare a un angolo di 95° verso destra per poi schiantarsi a 100 metri dalla pista di atterraggio. Incredibilmente, nessuno dei 3 piloti morì grazie ad un sistema di sicurezza del DC-8 che fece in modo di eiettare la cabina durante l'impatto violento col terreno; nonostante ciò, i piloti riportarono numerose ferite anche gravi.[14]
- Il 25 maggio 2008, il volo Kalitta Air 207, un Boeing 747-200F, era in corsa di decollo da Bruxelles. La fase iniziale fu tranquilla. La velocità aumentò con un'accelerazione costante fino a quando uno dei motori subì una momentanea perdita di potenza. Questo fenomeno venne accompagnato da un forte scoppio, udito dall'equipaggio e da testimoni esterni, e da fiamme, viste dalla torre di controllo. Il botto e la perdita di potenza si verificarono intorno alla velocità V1. Due secondi dopo, tutti e quattro i motori vennero riportati al minimo e i piloti iniziarono a frenare. Gli inversori di spinta non vennero utilizzati. L'aereo si fermò 300 metri dopo la fine della pista 20, sopra un terrapieno ferroviario. L'aereo venne gravemente danneggiato; si ruppe in tre parti.[15]
- Il 7 luglio 2008, Il volo Centurion Air Cargo 164, un Boeing 747-200(SF) operato dalla Kalitta Air, precipitò poco dopo il decollo. Tutti a bordo rimasero feriti, ma nessuno rimase ucciso. Due persone a terra persero la vita dopo che l'aereo si era schiantato contro una fattoria. L'incidente fu il secondo di un Boeing 747 di Kalitta Air nel 2008, dopo un precedente incidente a Bruxelles a maggio. Un'indagine venne avviata dalle autorità colombiane e concluse che l'incidente era stato causato da un guasto a due motori. Durante la fase di decollo, il motore n.4 e poi il motore n.1 avevano subito una perdita di potenza.[16]